# Hans Brand (Geologe)
Hans Brand (* 9. April 1879 in Bayreuth; † 10. Januar 1959 in Erlangen) war ein deutscher Geologe, Bergbauingenieur und SS-Standartenführer. Er hat sich vor allem um den Fremdenverkehr und Tourismus in Pottenstein verdient gemacht. Hierzu zählt vor allem die Erschließung der dortigen Teufelshöhle ab 1922. Ab 1942 war er Ausbilder des SS-Karstwehr-Bataillons, das im Zweiten Weltkrieg zahlreiche Gräueltaten an der Zivilbevölkerung Norditaliens und Sloweniens verübte.

## Leben
Hans Brand war promovierter Ingenieur (Dr. Ing. 1905 in München mit einer Arbeit zur Lagerstättenkunde) und Bergbau- und Bauingenieur (Hoch- und Tiefbau). Während seines Studiums in München wurde er im Sommersemester 1901 Mitglied der Landsmannschaft Schyria (heute Landsmannschaft Hansea auf dem Wels). Er war an der Baugewerkschule in Holzminden und Dozent an der Gewerbeakademie Friedberg. 1908 baute er in Darmstadt eine Kunstausstellung und erhielt in Hessen den Professorentitel. Um 1910 ging er in München ins Lehramt (Zeichnen und Modellieren) und war als Studienprofessor an einer Münchener Oberrealschule tätig. Daneben begann er mit Karstforschungen und begann nach dem Dienst als Reserveoffizier im Ersten Weltkrieg mit der Erschließung der Teufelshöhle in Pottenstein. Als Lagerstättengeologe (beginnend vor dem Ersten Weltkrieg) war er in Serbien, Ungarn, Nordafrika, Ostafrika, Deutsch-Südwestafrika, Ägypten, den USA, Island, Norwegen, Frankreich und China tätig.
1931 wurde er Mitglied des „Stahlhelms“. Nach der „Machtergreifung“ der Nationalsozialisten trat er 1933 dem NS-Lehrerbund und zum 1. Mai 1935 der NSDAP bei (Mitgliedsnummer 3.613.512). Hans Brand war seit 1939 Mitglied der SS (SS-Nr. 340.782) und unter anderem beim Höchsten SS- und Polizeiführer in Italien eingesetzt, wo er die SS-Karstwehr aufstellte. Daneben war er innerhalb des SS-Ahnenerbes Leiter der Karst- und Höhlenforschungsstätte. Er gilt als die treibende Kraft der Beschlagnahme des höhlenkundlichen Materials von Benno Wolf und dessen nachfolgender Deportation in das KZ Theresienstadt. Von 1942 bis 1945 bestand in Pottenstein ein Außenlager des Konzentrationslagers Flossenbürg und ein Ausbildungslager (1942/43) für etwa 1000 Mitglieder der SS-Karstwehr. 746 Gefangene mussten damals Zwangsarbeit zum Ausbau der Teufelshöhle und des Schöngrundsees leisten. Die Häftlingsarbeit wurde im Zusammenhang mit der Ausbildung der SS-Karstwehr geleistet. Diese SS-Einheit wurde später in Slowenien und Venetien eingesetzt (siehe hierzu:  Massaker von Avasinis). Brand wurde nach 1945 nie zur Rechenschaft gezogen.
Er starb 1959 in einer Klinik in Erlangen und liegt in Bayreuth begraben.

## Ehrungen
Für seine Verdienste um den Fremdenverkehr war Brand bis 1948 Ehrenbürger der Stadt Pottenstein. 1961 wurde ihm zu Ehren eine Gedenktafel an der Teufelshöhle angebracht und eine Straße nach ihm benannt. Die Gedenktafel wurde mittlerweile wegen Brands NS-Vergangenheit wieder entfernt, der Straßenname getilgt.